# Hoplolabis (Parilisia) obtusiapex
Hoplolabis (Parilisia) obtusiapex is een tweevleugelige uit de familie steltmuggen (Limoniidae). De soort komt voor in het Palearctisch gebied.